# Fascolàrctids
Els fascolàrctids (Phascolarctidae) són una família de marsupials de l'ordre dels diprotodonts. Consisteix en només una espècie, el coala, de sis espècies fòssils ben conegudes i unes altres 5 no tan ben conegudes. La família dels fascolàrctids data del Miocè mitjà o, possiblement, de l'Oligocè superior.